# Материкова, Мария Прокофьевна
Мария Прокофьевна Материкова (1907—1978) — ткачиха ленинградской фабрики «Рабочий», депутат Верховного Совета СССР 3 — 4 созывов. (1950—1958).
Приехала в Ленинград в 1935 г. вместе с матерью.
Поступила работать на ткацкую фабрику «Рабочий».
Работала на 8, затем на 9 и на 10 станках.
В 1946 году выступила с почином выполнить пятилетку за 3,5 года и выпустить 170 тысяч метров тонких тканей. Свои обязательства выполнила досрочно.
В 1950 и 1954 годах избиралась депутатом Верховного Совета СССР.
Делегат съезда ВКП(б) (1952).
Награждена знаком отличника текстильной промышленности.